# کیهان العربي
كيهان العربي هي جريدة تصدر باللغة العربية في إيران، وهي واحدة من أقدم الصحف اليومية في إيران، والتي يديرها بعد الثورة الإسلامية الإيرانية مكتب المرشد الأعلى وهو من يقوم بتعيين رئيس التحرير، ورئيسها حاليا حسين شريعتمداري.

## التاريخ والشخصية
تأسست صحيفة كيهان العربي في فبراير 1943،. وهي موجهة بشكل أساسي للأقليات العربية في إيران (مثل عرب الأهواز، أعراب الخمسة، عرب الأهوار، عرب خراسان) بالإضافة إلى عرب الدول العربية المقيمين في إيران والأشخاص الناطقين بالعربية الذين يعيشون في إيران.